# Saint-André-du-Lac-Saint-Jean
Saint-André-du-Lac-Saint-Jean är en bykommun (municipalité de village) i provinsen Québec i Kanada. Den ligger i regionen Saguenay–Lac-Saint-Jean, i den östra delen av landet, 400 km nordost om huvudstaden Ottawa.